# Гностицизм

Абраксас — образ верховного архонта чи істинного Бога в гностицизмі

Гностици́зм (від лат. gnostikos «обізнаний»; грец. γνῶσις «знання») — низка релігійних течій, що розвивалися паралельно з християнством. Гностицизм в його розвинених формах — це поєднання східних і елліністичних мотивів з християнською інтерпретацією історії та призначення людства. Загальним для гностичних систем є різкий дуалізм — протиставлення духу і матерії. В основі гностичного міфу лежало уявлення, що світ наповнений злом і це зло жодним чином не могло бути створене Богом. Звідси випливало, що світ створений або обмеженою у своїй могутності силою, або наперед визначено злою, яку гностики іменують Деміургом. Мета гностицизму полягає у возз'єднанні людини зі справжнім Богом завдяки таємному знанню — гнозису. Із гностицизмом пов'язане виникнення маніхейства. Він справив значний вплив на середньовічні єресі та неортодоксальну містику сучасного часу. Прихильник гностицизму — гностик.

## Назва
Античні та середньовічні гностики не вживали назву «гностицизм». Вперше її використав англійський поет і філософ релігії Генрі Мор (1614—1687) як назву вчення релігійних груп, які в стародавніх джерелах згадуються γνωστικοί («гностикої», власники знання). Грецький прикметник гνωστικός («гностикос», ведучий до знання, або знаннєвий) вперше використав Платон для опису когнітивного або інтелектуального виміру навчання, на відміну від практичного. Однак до II ст. н. е. гностикоями стали називати себе різні групи християн. Деякі вживали їх як позитивну самоназву, інші критикували її як зухвалу претензію на винятковий доступ до істини.

## Характеристики гностицизму

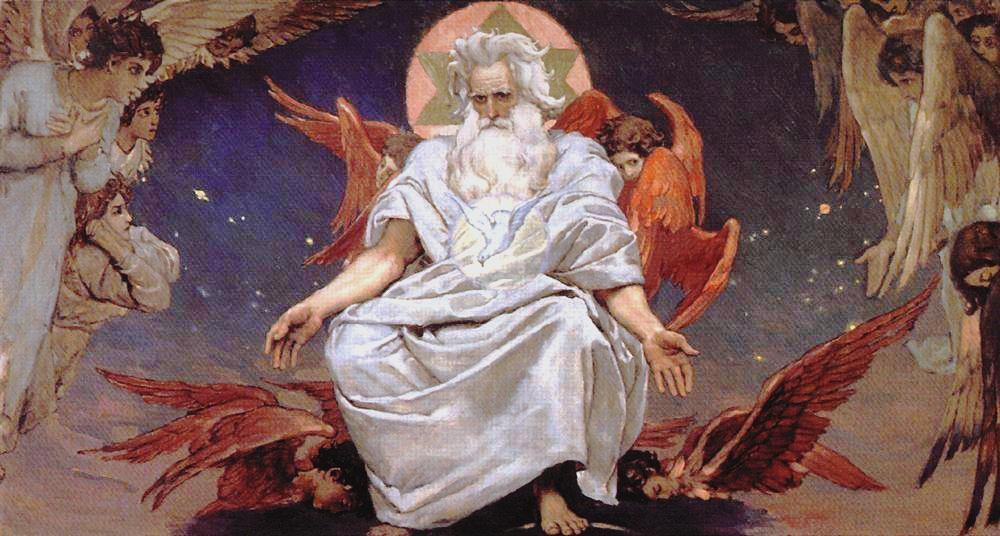
У гностицизмі Бог-творець — це самозванець Деміург (картина «Бог Саваоф» Васнєцова)

Світ у гностичних вченнях дуалістичний — трансцедентному досконалому Богу протистоїть недосконалий матеріальний світ і його творець — Деміург, який видає себе за Бога, з його духами. Різні школи гностицизму ототожнюють Деміурга з Адамом Кадмоном, Самаелем, Сатаною, Ілбадаофом або Ягве.
Гностицизму притаманна ідея про визволення з матеріального світу і входу в божественну реальність через осягнення гнозису — знання надприродного походження. Гнозис відкривається окремим людям через особисте одкровення та включає таємниці щодо влаштування світу, його історії та місця в ньому людини.
Примітно, що гностицизм не мав загальновизнаних священних текстів, канонів чи обрядів, що відкривало простір для широких трактувань його основ різними течіями. Відомі деякі головні риси найвпливовіших течій гностицизму. Так, василідани (послідовники Василіда) вважали віру особливим способом пізнання, відмінним від розуму, що необхідний для звільнення. Вони стверджували, що злі духи матеріального світу приєднуються до людської душі, зумовлюючи страждання. Також василідани персоніфікували такі поняття як Праведність та Премудрість. Послідовники Валентина-гностика приписували створення людини янголам, визнаючи втім дане і Богом зерно вищої сутності. Матеріальний світ вони вважали недосконалим образом вищої реальності, звідки людині не дають звільнитись злі духи, спонукаючи до злих вчинків. Спаситель — перший знавець гнозису, зробив можливим звільнення від їхнього впливу та єднання з божественною реальністю. Особа Спасителя в гностицизмі належить як виключно Ісусові Христу чи іншим пророкам і мислителям, так і багатьом з них.
Хоча деякі групи гностиків вважали людей від природи нерівними (здатними чи не здатними пізнати гнозис), всередині їхніх спільнот була поширена рівноправність. Частина гностиків виступали за целібат, тоді як інші вірили, що без шлюбу неможливе спасіння.

## Гностична космологія

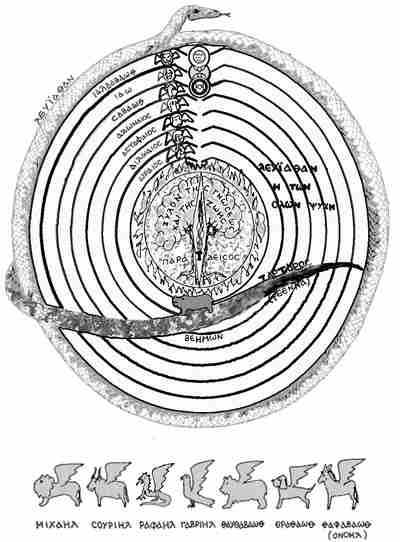
Гностичне влаштування світу

Згідно з гностицизмом, Землю оточують вісім небесних сфер повітря. Ці сфери населяють нечисті духи чи демони архонти й Деміург, які визначають закони природи на Землі. Існують архонти, які керують окремими стихіями чи явищами. За допомогою цих законів вони утримують божественну складову людини в полоні матерії, створюючи різні потреби, омани чи невігластво, завдяки чому архонти, Деміург і Земля, продовжують існувати. За небесними сферами розташована плерома — Царство Боже, населене еонами — персоніфікаціями Божих якостей або абстрактних понять. Кінцевою метою існування світу є возз'єднання часток плероми, якими є людські душі, з рештою Царства Божого.
Поява матеріального світу пов'язується з прагненням еона Софії (Мудрості) пізнати Бога чи уподібнитись Йому. В результаті гармонія Софії з Богом була порушена, продуктом чого стала поява зла і матерії. Софія особисто чи через нащадків породила Деміурга. Своєю чергою Деміургом були створені небесні сфери та різноманітні духи, що керують Землею. Видаючи себе за Бога, Деміург очолив світобудову. Деякі течії гностицизму вважали, що добро і зло споконвічні та лише проявились у протистоянні божественної та матеріальної реальностей.
Людині в гностицизмі відводиться статус вищий, аніж у архонтів. Людина володіє як божественною складовою (дух або душа), так і матеріальною (тіло). Тому вона здатна звільнитися з матеріального світу, що неможливо для архонтів. У той же час цьому стають на заваді тілесні закони та архонти. Після смерті душа людини звільняється, проте не може покинути матеріальний світ, не володіючи гнозисом. За допомогою гнозису душа отримує змогу змусити архонтів пропустити її. Також живі члени общини, що пізнали гнозис, здатні полегшити звільнення душі з матеріального світу. Доля душ, які не покинули світ, описується по-різному: вони гинуть, страждають до останнього суду, або ж повертаються на Землю в нових тілах.
У гностицизмі заперечується майбутнє тілесне воскресіння померлих, закономірним фіналом історії уявляється лише повернення душ до Царства Божого. Після цього матеріальна та духовна реальності остаточно розділяться, або ж матерія буде знищена.

## Месіанство в гностицизмі
Окремі, прохристиянські, течії сприймали Ісуса як утілення вищої істоти, що прийшла на землю, аби принести гнозис. Тілесність Ісуса в такому разі вважалася ілюзорною, адже мета гностичного спасіння — це повний розрив з усім тілесним, а досконалий Спаситель не міг бути матеріальним. Разом з цією ідеєю існувала й така, що в тіло Ісуса вселився Божий розум, який покинув його після смерті.
Гностики часто вважали целібат умовою спасіння та пояснювали здатність Ісуса творити дива тим, що він не був одружений.

## Історія

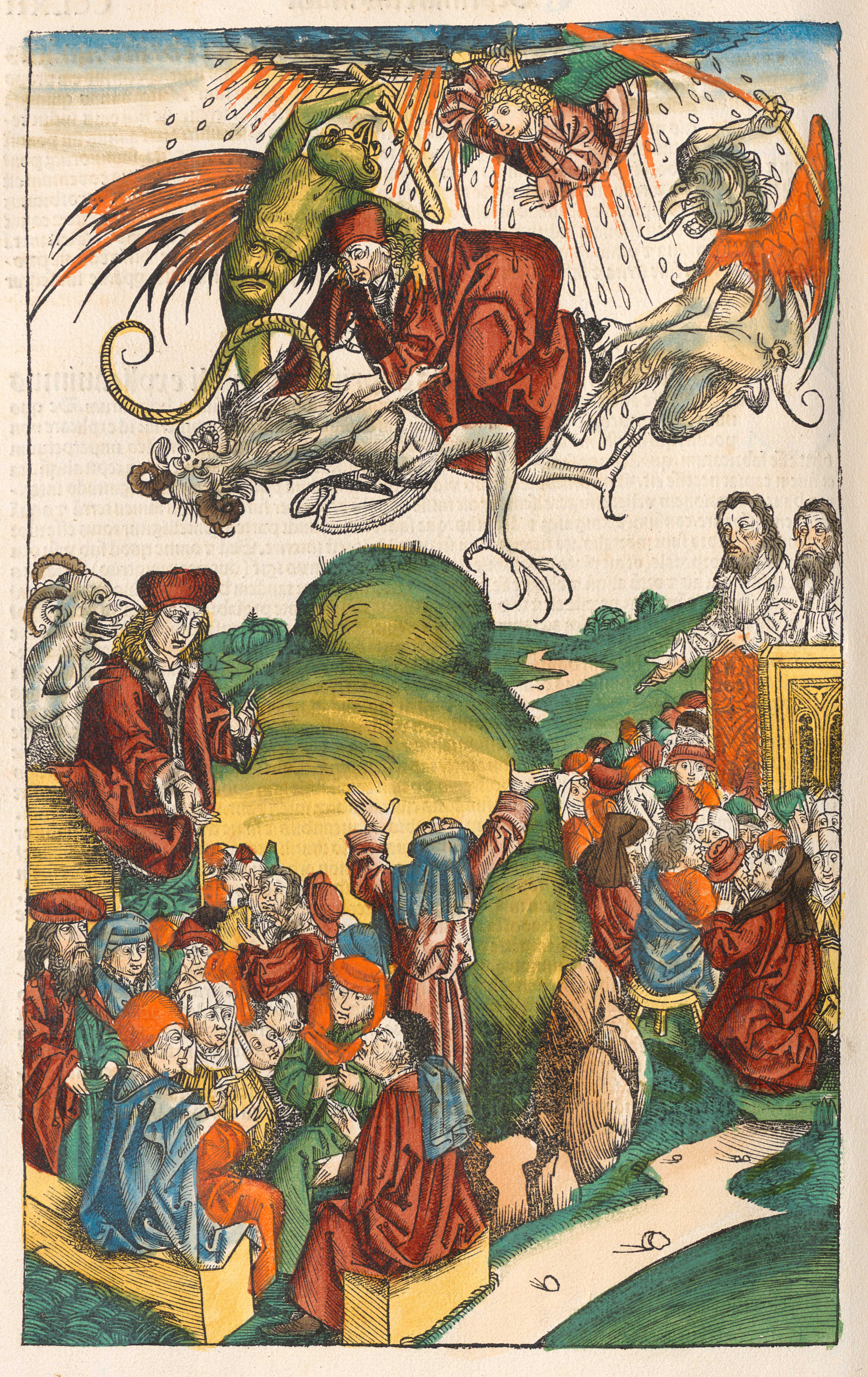
Симон-волхв в оточенні демонів, малюнок 1493 р.

Гностицизм поєднує ідеї античної філософії та містицизму, а також юдаїзму та зороастризму. Гностицизмом також вважаються деякі течії раннього християнства, які зазнали еллінського впливу. Він виник на території сучасних Ізраїлю та Сирії, а далі поширився в Римі та Єгипті. Суттєвий плив на формування гностицизму справили діонісійські містерії, єгипетський міф про воскресіння Осіріса, культ давньоіранського сонячного бога Мітри та нарешті Ісуса Христа.
Сформувалося чотири основних напрямки гностицизму: 1) оюдеєні (Василід і Валентин), що зазнали впливу парсизму чи стоїцизму та перебували в опозиції до християнства; 2) антиюдейські (Сатурнін, Маркіон, Апеллес, Препон, Лукан) протиставляли християнство юдаїзму та язичництву, визнаючи деякі християнські тексти; 3) язичницькі гностики (Карпократ, Симон Волхв), яким був притаманний пантеїзм і часто заперечення панівних моральних норм як проявів матеріального світу; 4) офіти вирізнялися виділенням особливого місця Змію то як слузі Бога, що рятує душі, то як творцеві зла.
Вперше в християнській літературі гностицизм згадується в Юстина Філософа в II ст. у переліку єресей «Синтагмі» (не дійшов до нашого часу). Найраніший опис гностичного вчення міститься в працях Іринея Ліонського. Він вважав засновником гностицизму Симона Волхва, а з-поміж гностиків згадував Валентина, учня Симона Менандра, Птолемея і Маркіона. Інші відомі гностики — Санторіл, Кердон, Керінф. Карпократ, Епіфан, Марцеліна, Василід, Апеллес, що жили в II ст. Численні цитати із гностичних текстів відомі за працями Климента Олександрійського та Орігена, що полемізували із гностиками. Критика гностицизму наявна в Тертулліана, Фотія, Євсевія, Ієроніма Стридонського, Іполіта Римського, Феодорита Кірського, Іоана Дамаскіна, Августина Блаженного, Феодора Бар-коні. Так, Тертулліан критикував християнські течії, що прийняли гностичні елементи, як єресі, оскільки вважав, що лише християнство сходить виключно до Христа і Його апостолів. Згідно з Іполітом Римським, гностицизм перейняв магічні та астрологічні практики язичництва, підлаштувавши їх для власних цілей, чим спотворив християнство.
Маркіоніти були розділені на велику кількість сект, що діяли від Персії до Риму. Валентиани мали вплив у Південній Галлії, Єгипті, Сирії та Малій Азії впродовж II ст. Втім, у III ст. гностицизм почав втрачати позиції через зростання популярності маніхейства, хоча й не зник цілком. У IV ст. в Єгипті зберігались общини послідовників Василіда — василідани. В той же час римська влада, припинивши переслідувати християн, стала вчиняти гоніння на гностиків. У 385 році були піддані тортурам і страчені за єресь Присцилліан і шестеро його учнів. В 407 році законом Аркадія, Гонорія и Феодосія Молодшого єресь була прирівняна до державної зради. Ймовірно, через асоціації з гностицизмом раннє християнство позбулося власних містерій.
Гностицизм здійснив значний влив на формування віровчення павликіанів VII—IX ст і катарів ХІ–XIV ст., яким притаманні погляди на розділене творіння — Бог творить духовний світ, а повсталий проти Нього Деміург — матеріальний. Його риси прослідковуються у вченні мандеїв, яке збереглося до нашого часу. В X—XIV ст. гностичні ідеї отримали розвиток у вченні богомилів, яке походило з Візантії та поширилось на Балканах і далі по Європі, в тому числі на території сучасної України. В богомильстві створення людини та світу відводиться Сатані, тоді як Бог створив людські душі аби вони замінили палих янголів. Аналогічні до гностичних ідеї наявні в кабалізмі, що виник у XII—XIII ст., зокрема про природу добра і зла, вчення про еони та плерому. Гностичні ідеї можна зустріти в ученнях Джордано Бруно, Парацельса, Якоба Беме.
Після Другої світової війни виникли численні церкви, що зараховували себе до гностицизму, такі як Еклезія Гностика, Церква Іоанітів у США та Європі, Гностична церква Франції.